# Xã Monroe, Quận Benton, Iowa
Xã Monroe (tiếng Anh: Monroe Township) là một xã thuộc quận Benton, tiểu bang Iowa, Hoa Kỳ. Năm 2010, dân số của xã này là 234 người.